# Francesco Zantedeschi

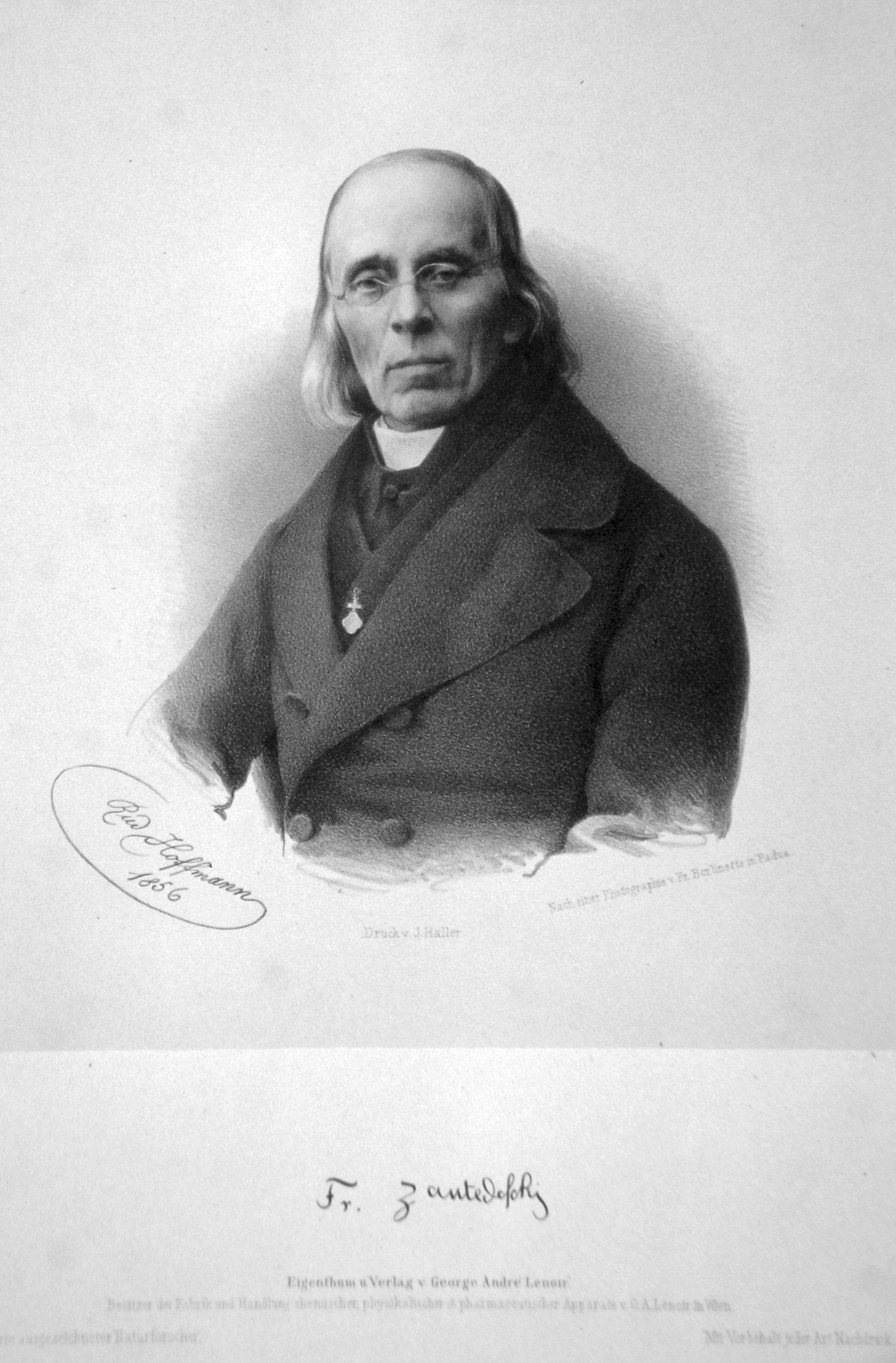
Francesco Zantedeschi, Lithographie von Rudolf Hoffmann, 1856

Francesco Zantedeschi (* 18. August 1797 in Dolcè (Verona); † 29. März 1873) war ein italienischer Priester und Physiker. Er war zuletzt Professor der Physik an der Universität Padua.

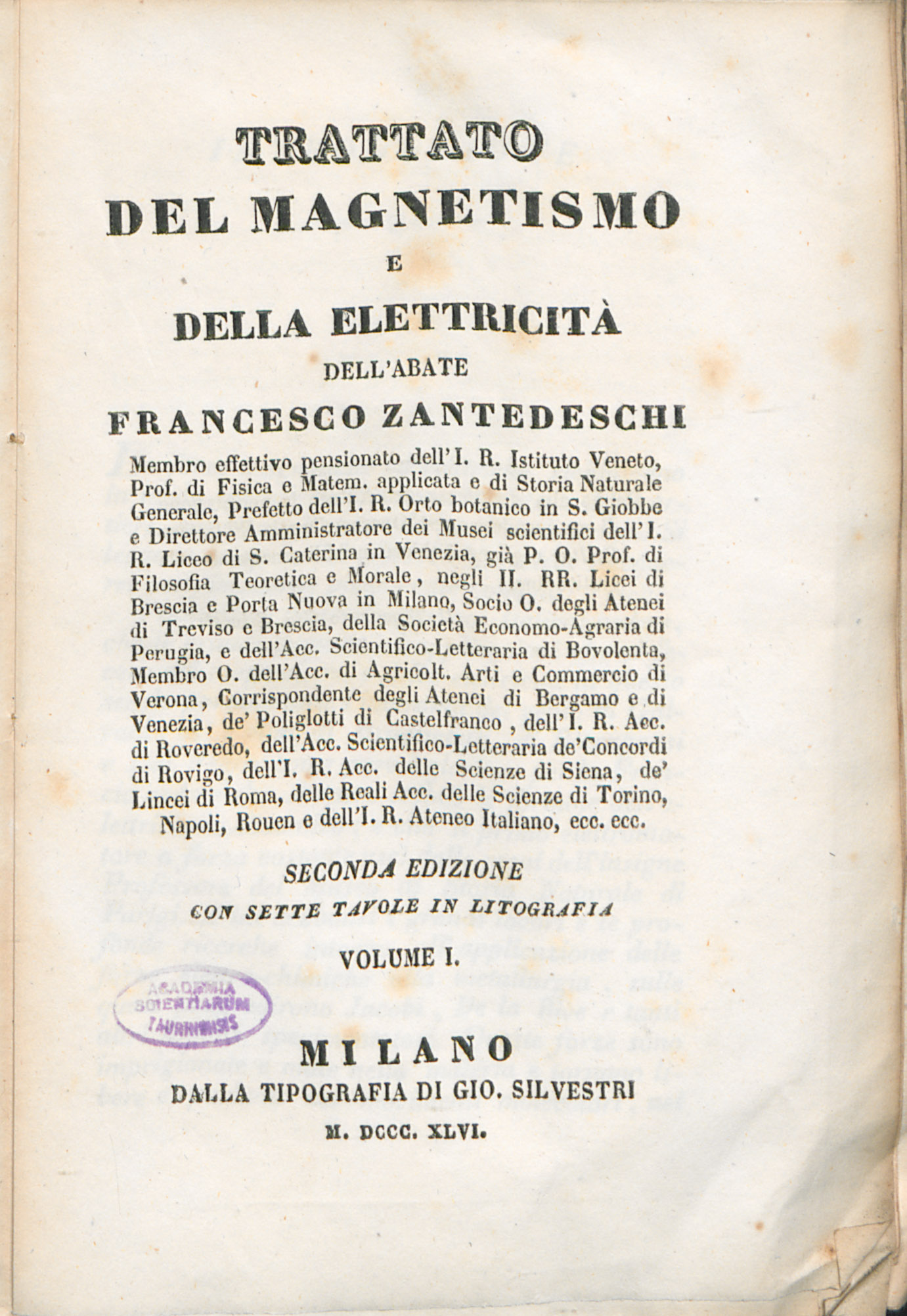
Trattato del magnetismo e della elettricità

Zantedeschi veröffentlichte in den Jahren 1829 und 1830 Vermutungen über die Erzeugung einer elektrischen Spannung in geschlossenen Stromkreisläufen durch die Bewegung von Magneten. Dabei nahm er an den Experimenten von Michael Faraday im Jahre 1831 teil. 1849 wurde er in die Leopoldina gewählt, 1852 wurde er zum korrespondierenden Mitglied der Bayerischen Akademie der Wissenschaften ernannt.
Bei seinen Forschungen über das Sonnensystem erkannte Zantedeschi als einer der ersten, dass die Erdatmosphäre den Anteil von rotem, gelben und grünen Licht merklich filtert. Man vermutet, dass er auch zur Erkenntnis des Zusammenhangs zwischen Licht und Magnetismus gekommen war, lange vor der Theorie von Maxwell im Jahre 1867.